# Hirsz Lejbowicz

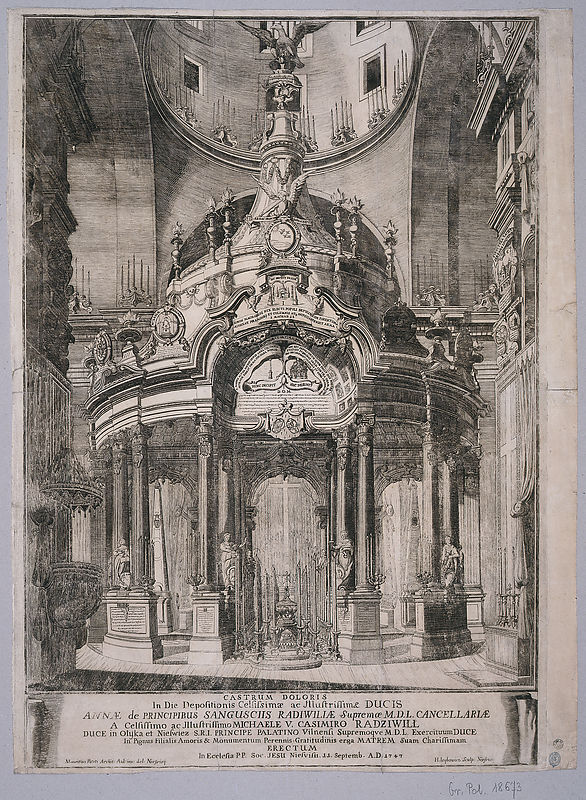
Castrum doloris Anny Katarzyny z Sanguszków w kościele Bożego Ciała w Nieświeżu

Hirsz Lejbowicz (ur. ok. 1700, zm. po 1785 w Nieświeżu) – polski grafik i rytownik pochodzenia żydowskiego.

## Życiorys
Hirsz Lejbowicz (Leybowicz) był samoukiem, prawdopodobnie doświadczenie zdobył pracując z ojcem Lejbą Zyskielowiczem. Przebywał w Sokalu, gdy jego ojciec 16 października 1747 podpisał z księciem Michałem Kazimierzem Radziwiłłem Rybeńką na zamku w Mirze kontrakt na wykonanie dziewięćdziesięciu miedziorytów portretowych do dzieła „Icones Familiae Ducalis Radivilianae” (galeria przodków nieświeskiej linii Radziwiłłów). Równocześnie w 1747 wykonał rytowane castrum doloris Anny Katarzyny z Sanguszków Radziwiłłowej w nieświeskim kościele Bożego Ciała, tworzył również ekslibrisy do biblioteki nieświeskiej i herb Radziwiłłów oraz mapę litewskiej prowincji bernardynów, która zawierała widoki klasztorów. W 1756 zawarł umowę na wykonanie kolejnych piętnastu portretów, ostatnią pracą było wykonanie dekoracji sarkofagów Radziwiłłów w krypcie kościoła jezuitów w Nieświeżu. Drewniane trumny zostały pokryte grawerowanymi mosiężnymi tablicami z napisami i ornamentami.